# CRY1
El Criptocromo 1 (CRY1, del inglés "Cryptochrome 1") es una proteína codificada por el gen Cry1 perteneciente a la familia de las flavoproteínas, presente en animales, plantas y microorganismos.
En insectos y plantas, CRY1 actúa como proteína fotoreceptora de luz azul. Sin embargo, en mamíferos, CRY1 constituye un elemento fundamental para el control del ritmo circadiano, un sistema de cronometraje interno que regula una amplia gama de funciones fisiológicas, como el metabolismo, el sueño, la presión arterial, la temperatura corporal, entre otros.
El CRY1 pertenece a la familia de las proteínas CRY, representativos por ser perjudiciales para los insectos coleópteros. Ciertamente, las proteínas CRY son responsables de la actividad tóxica de los insectos, debido a que un receptor  reconoce esta proteína, se forman poros en la membrana apical del intestino del insecto.

## Evolución
La proteína CRY1 pertenece a la familia de las flavoproteínas, presente en los cinco reinos, y se trata de una proteína evolutivamente antigua. Se cree que estas han evolucionado a partir de las fotoliasas, una enzima implicada en la reparación del daño del DNA. 
Desde el aislamiento del gen de Arabidopsis CRY1 en 1993, los criptocromos se han encontrado en todos los organismos eucariota examinados.

## Síntesis y expresión
El Criptocromo-1 es codificado por el gen Cry1. La transcripción y traducción de los componentes del reloj circadiano central, entre ellos el CRY1 y el CRY2,  juega un papel esencial en la generación del ritmo circadiano, ya que este consiste básicamente en un circuito de transcripción-traducción, formando un bucle de retroalimentación negativa. 
Asimismo, las modificaciones postraduccionales son importantes para determinar el período de los ritmos dado que, entre otros resultados, permite regular los niveles de la proteína.

### Modificaciones postraduccionales[4]
Las modificaciones postraduccionales a las que se somete CRY1 son las siguientes:
- Fosforilación de Ser-247 por MARK: relevante para la inhibición de la actividad transcripcional de CLOCK-ARNTL/BMAL1.
- Fosforilación de Ser-71 y Ser-280 por AMPK: disminuye la estabilidad de la proteína.
- Fosforilación de Ser-568: exhibe un ritmo circadiano robusto, aumenta la estabilidad de la proteína y previene la degradación mediada por SCF (FBXL3).
- Ubiquitinación en Lys-11 y Lys-107 por los complejos SCF (FBXL3) y SCF (FBXL21): regula el equilibrio entre degradación y estabilización. El Complejo SCF (FBXL3) actúa principalmente en el núcleo e interviene en la degradación del CRY1. Mientras que el complejo SCF (FBXL21) se encuentra en mayor parte al citosol y se encarga de la estabilización.

### Expresión
La expresión de CRY1 está regulada por la luz y el ritmo circadiano y, consecuentemente, oscila durante el día. Dado a su participación en el bucle de retroalimentación negativa, las proteínas desempeñan funciones críticas como represoras de su propia expresión génica, aunque también está regulada positivamente por el heterodímero CLOCK/ARNTL.

## Estructura
La proteína CRY1 está constituida por 586 aminoácidos y tiene un peso molecular de 66395 Da. La estructura secundaria de la proteína está formada principalmente por hélices α, con escasas láminas β y varios bucles, tratándose fundamentalmente, según el gráfico de Ramachandran,  de una hélice dextrógira.

### Dominios
El Criptocromo 1 se define estructuralmente por un dominio PHR conservado evolutivamente (homología de fotoliasa) y presente en todas las flavoproteínas, además de colas divergentes intrínsecamente desordenadas de longitud variable en el extremo C-terminal, importantes para la interacción con otras proteínas.

Estructura tridimensional del dominio PHR de CRY1

El dominio PHR se une de forma no covalente al cofactor dinucleótido de flavina adenina (FAD) y comprende dos regiones: la región α/β N-terminal y la región α C-terminal. La región α/β (residuos 13-139) adopta un pliegue que permite la unión del FAD formado por una lámina β de cinco cadenas paralelas rodeada por cuatro hélices α.
Adicionalmente, podemos destacar otros dos dominios de CRY1:
- Residuos 471 - 493: participante en la interacción con TIMELESS.
- Residuos 371 - 470: necesario por la inhibición de la transcripción mediada por CLOCK-ARNTL/BMAL1.

Aparte del FAD, CRY1 también interactúa con el cofactor 5,10-Metilentetrahidrofolato (5,10-CH2-THF).

### Interacción con otras proteínas
Al ser un componente del oscilador del reloj circadiano central, CRY1 interacúa principalmente con el resto de componentes del mecanismo: las proteínas PER, CLOCK, NPAS2, ARNTL/BMAL1, ARNTL/BMAL2, CSNK1D, CSNK1DE y TIMELESS.

## Funciones

### Regulación del ritmo circadiano en mamíferos
La principal función de CRY1 es su participación en el reloj circadiano, mecanismo central del ritmo circadiano, encargado de regular las funciones biológicas en el organismo. Los ritmos circadianos se basan en un bucle de retroalimentación transcripción-traducción (también nombrado “bucle de retroalimentación positivo-negativo”), siguiendo una periodicidad de aproximadamente 24 horas (24,2 horas). Dentro del complejo, podemos separar los elementos principales entre activadores (CLOCK, del inglés “circadian locomotor output cycles kaput” y BMAL1, del inglés “ brain and muscle ARNT-like 1”, que forman el heterodímero CLOCK-BMAL1) y los inhibidores CRY y PER (se unen en el citoplasma formando el heterodímero PER-CRY), que serán los encargados de cerrar el ciclo. La máxima concentración de activadores e inhibidores ocurre con 12h de diferencia.   

#### Bucle de retroalimentación positivo

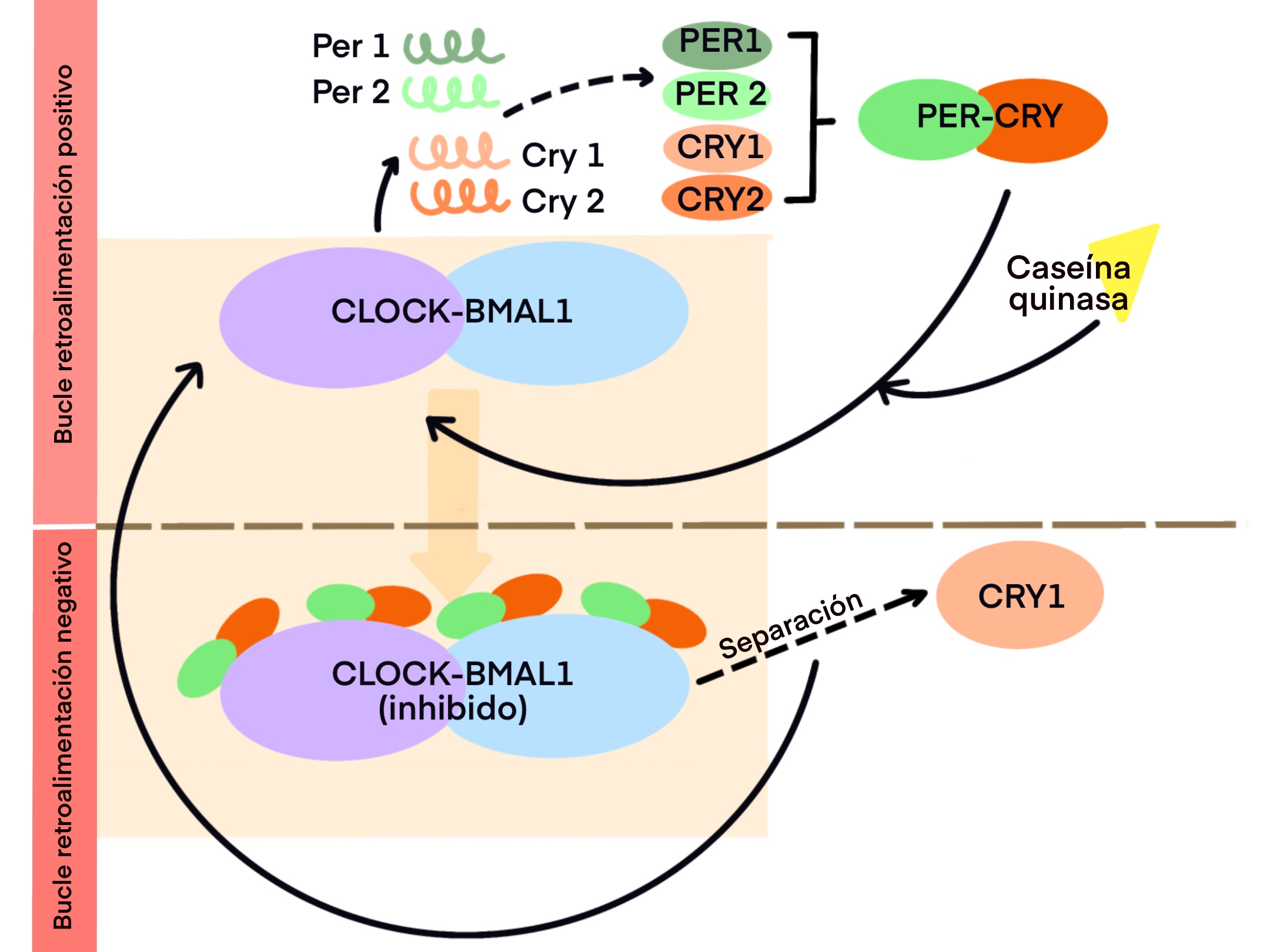
Esquema molecular del reloj circadiano

Las proteínas que integran CLOCK-BMAL1 constituyen el elemento principal del reloj circadiano; al pertenecer a la familia proteíca bHLH-PAS, forman parte del bucle de retroalimentación positivo. Al inicio del ciclo, CLOCK-BMAL1 activa la transcripción de REV-ERB y los genes Per1, Per2, Cry1 y Cry2, que codifican por las proteínas PER1, PER2, CRY1 y CRY2, unidas en el complejo PER-CRY. Aunque CRY1 y CRY2 se unen al complejo con la misma afinidad en presencia de PER2, CRY1 tiene una acción más potente y, a diferencia de CRY2, puede regular el ritmo solo. Así, PER-CRY se transloca al núcleo (proceso regulado por caseínas quinasas) y se une a la proteína FBXL3 y CLOCK-BMAL1. Por otro lado, otra región de CRY1 es fosforilada (Ser71) lo que refuerza la unión con FBXL3 y desestabiliza a CRY1.   

#### Bucle de retroalimentación negativo
A medida que la concentración de PER y CRY aumenta, CRY1 inhibe la actividad de CLOCK-BMAL1 y, por lo tanto, la transcripción de los genes Per1, Per2, Cry1 y Cry2, así como de REV/ERB. En consecuencia, la concentración del complejo PER-CRY disminuye. Finalmente, cuando CRY1 se separa de CLOCK-BMAL1, este puede retomar sus funciones y el ciclo, después de 24 horas, vuelve a empezar.    

#### Manipulación farmacológica de CRY1
Las alteraciones del reloj circadiano tienen graves efectos en el desarrollo de los organismos, sobre todo en el ciclo de sueño. Así, la manipulación de CRY1 tiene como objetivo su regulación.  
Aunque CRY1 y CRY2, al provenir ambas de la familia de los Criptocromos, comparten ciertas funciones, en la modulación del reloj circadiano tienen un rol diferenciado; los recientes estudios que se están produciendo en este ámbito apuntan a la fotomodificación de CRY1 a partir de la unión de su dominio PHR con derivados de la benzofenona, con el objetivo de alargar un ciclo circadiano deficiente.

### Otras funciones

#### Fotorrespuesta en las plantas[11]
El fototropismo significa que las plantas tienden a curvarse hacia la luz, aunque hasta hace poco no se conocían los receptores implicados. En 1993 el laboratorio de la Universidad de Pennsylvania fue el primero en encontrar un receptor para la luz azul en plantas, hoy en día denominado CRY1. El CRY1 es muy similar a las fotoliasas, enzima que se encarga de reparar el ADN dañado por los rayos UV. Después, identificaron el CRY2.
Estudios demostraron que era indispensable tener el CRY1 y el CRY2 para llevar a cabo el fototropismo en las plantas. 
Los criptocromos actúan como fotorreceptores de la luz azul, y estas proteínas están asociadas a cromóforos específicos. El cromóforo capta la luz, así se fosforila y se consigue la energía química para el CRY1 y el CRY2.
En el espacio intracelular, el Cry1 se almacena en el núcleo y es más estable a la luz comparado con el CRY2. Además, estudios han relacionado la funcionalidad del CRY1 en la de-etiolación y fotomorfogénesis con proteínas COP I y fitocromos. El COP I mantiene interacciones con el carboxilo terminal del Cry1 y el Cry2, permitiéndole translocarse al núcleo de la célula cuando se produce un estímulo de luz azul y unirse a HY5 (regula la expresión de genes fotomorfogénicos). Si el CRY1 y COP1 se trasladan al núcleo en la oscuridad, el HY5 se degrada y no puede cumplir su función de expresión de genes. Sin embargo, un estímulo de luz impide que el CRY1 y COP1 entren al núcleo, y de esta manera se acumula HY5 y se activa la expresión de genes durante la fotomorfogénesis.

#### Reparación del ADN dañado
Cuando hay una actividad de reparación dado la pérdida del ADN, el CRY1 y el CRY2 se encargan de proteger la integridad genómica, respondiendo al daño producido en el ADN a través de modificaciones post-traduccionales y coordinando la respuesta transcripcional. El genotóxico estrés estimula la fosforilazión del Cry1 y su desubiquinización con el virus del herpes, ya que éste está relacionado con la proteasa específica para la ubiquitina. De este modo, se consigue la estabilidad del Cry1 y el cambio en el reloj circadiano.
El CRY1 y el CRY2 interaccionan directamente con el DNA. El Cry1 y el Cry2 provienen de unas encimas reparadoras del ADN denominadas fotoliasas. En vez de perder la actividad catalítica de las fotoliasas, tienen la capacidad de unirse al ADN dañado por la radiación ultravioleta. Estas propiedades sugieren que el CRY1 y el CRY2 podrían tener un papel esencial en la respuesta del ADN dañado.
El factor circadiano CRY1 se ha identificado como un regulador específico de los tumores en la reparación del ADN. La expresión del CRY1 responde a los andrógenos y está relacionado con la respuesta deficiente en el cáncer de próstata. El ADN dañado estabiliza el CRY1 en cáncer, lo cual significa que es eficiente para su reparación. Algunos estudios han demostrado que el estabilizado CRY1 temporalmente regula la expresión de genes significantes en la recombinación de homólogos. El factor circadiano CRY1 ha sido denominado tumor génico, y se espera utilizar con objetivo terapéutico.
A través del modelo del cáncer de próstata se ha confirmado que el CRY1 participa en los procesos de reparación del ADN. El cáncer de próstata es la segunda causa de muerte por cáncer para los hombres en los Estados Unidos. La terapia principal se centra en el receptor del andrógeno, un factor de transcripción ligando, que se encarga del desarrollo y progresión del cáncer de próstata. Analizando el cáncer de próstata los científicos se han encontrado con el CRY1, el cual se encarga de la regulación del ADN en pacientes que padecen el cáncer de próstata en metástasis.

#### Magnetorreceptor animal[14]
Los criptocromos son moléculas sensibles a la luz presentes en bacterias, plantas y animales. 
Muchas especies animales cuentan con un sentido magnético que tiene influencia en la orientación. Sin embargo, no se ha podido demostrar científicamente que los humanos puedan tener una percepción del campo magnético de la Tierra.  
En los perros y primates el CRY1 es parte del sistema visual, es decir, su funcionamiento depende de la luz, y es la causa de que éstos tengan un sentido magnético. En cuanto a los primates, el CRY1 se puede encontrar en los orangutanes. Por otro lado, en las aves, el CRY1 se encuentra en los fotorreceptores de los ojos de las aves.
Investigaciones científicas han estudiado la presencia del CRY1 en las retinas de 90 mamíferos, el cual es equivalente al CRY1 de las aves. Aprovechando que el CRY1 es sensible a la luz, utilizando un mecanismo específico que involucra la luz y anticuerpos, hallaron la presencia del CRY1 en algunas especies de carnívoros y primates.

## Enfermedades relacionadas
El ritmo circadiano regula la expresión de los genes para crear un pico de expresión proteica cada 24 horas con la finalidad de controlar un proceso fisiológico particular, ya que debe haber momentos en que este sea más activo con respecto al día solar. Así, la transcripción y traducción de componentes del reloj central juega un papel importante en la generación del ritmo, mientras que las modificaciones postraduccionales, que imponen retrasos sobre este, son críticos para determinar el período de los ritmos.
La proteína CRY1 forma un componente central del reloj circadiano, actuando como represor transcripcional. Pues una alteración en la expresión del gen Cry1, y consiguientemente una mutación en la proteína CRY1, supondría una alteración del ritmo circadiano y contribuiría en patologías como el cáncer y trastornos como el TDAH.

### Alteraciones del ritmo circadiano
Se ha descubierto que variantes del gen Cry1 ralentiza el reloj circadiano provocando un ciclo circadiano más largo de lo normal, lo que hace que las personas que padezcan esta mutación permanezcan despiertas más tarde. Esta alteración causa el noctambulismo, lo que hace que haya un desfase horario, y se alteran de manera frecuente los ritmos regulares de sueño y vigilia. Los noctámbulos, por lo tanto, no se pueden despertar ni se pueden ir a dormir a las horas normales.

### Cáncer
Existe una relación muy estrecha entre el gen Cry1 y el reloj circadiano, y se ha encontrado en muchos tipos de cáncer la expresión abnormal del gen Cry1 en el reloj circadiano. Aunque aún no está muy claro hasta qué punto influye la desregulación del mecanismo del Cry1 en la carcinogenesis y en la progresión de los cánceres.
Una expresión abnormal del gen Cry1 supone un mal funcionamiento de la proteína CRY1, ya que esta ya no puede inhibir correctamente la transcripción de proteínas en el reloj circadiano.

### TDAH (Trastorno por Déficit de Atención con Hiperactividad)
El gen Cry1, junto a los genes Bmalt1 y Per3, alterado puede conllevar al desarrollo de trastornos como el TDAH, que es uno de los trastornos psiquiátricos más comunes en niños y adolescentes. Generalmente, los individuos diagnosticados con TDAH exhiben perturbación en el ritmo circadiano día-noche.